# Djibuti nos Jogos Olímpicos de Verão de 2008
O Djibuti participou dos Jogos Olímpicos de Verão de 2008 em Pequim, na China. O país estreou nos Jogos em 1984 e em Pequim fez sua 7ª apresentação.

## Desempenho

### Atletismo
Feminino
| Atleta              | Prova | Elim. | Elim. | Quartas     | Quartas     | Semifinal   | Semifinal   | Final       | Final       |
| Atleta              | Prova | Res.  | Pos.  | Res.        | Pos.        | Res.        | Pos.        | Res.        | Pos.        |
| ------------------- | ----- | ----- | ----- | ----------- | ----------- | ----------- | ----------- | ----------- | ----------- |
| Fathia Ali Bourrale | 100 m | 14s29 | 84º   | Não avançou | Não avançou | Não avançou | Não avançou | Não avançou | Não avançou |

Masculino
| Atleta          | Prova  | Elim.   | Elim. | Quartas | Quartas | Semifinal   | Semifinal   | Final       | Final       |
| Atleta          | Prova  | Res.    | Pos.  | Res.    | Pos.    | Res.        | Pos.        | Res.        | Pos.        |
| --------------- | ------ | ------- | ----- | ------- | ------- | ----------- | ----------- | ----------- | ----------- |
| Mahamound Farah | 1500 m | 3m43s62 | 38º   |         |         | Não avançou | Não avançou | Não avançou | Não avançou |